# هاري براون (سياسي أمريكي، مواليد 1933)
هاري براون (بالإنجليزية: Harry Browne)‏ هو مقدم برامج إذاعية وكاتب وسياسي أمريكي، ولد في 17 يونيو 1933 في نيويورك في الولايات المتحدة، وتوفي في 1 مارس 2006 في فرانكلين في الولايات المتحدة بسبب تصلب جانبي ضموري. نشط حزبياً في الحزب الليبرتاري الأمريكي.

## وصلات خارجية
- الموقع الرسمي
- هاري براون (سياسي أمريكي، مواليد 1933) على موقع إن إن دي بي (الإنجليزية)